# Історії графомана
Історії графомана — український художній фільм режисера Олега Філіпенко.

## Опис
Фільм, що складається з трьох новел, розповідає про роль жінки в житті чоловіка; про призначення чоловіки, як творця; про його приховані страхи і розчаруваннях.
У всіх трьох новелах фільму, автором яких є вигаданий персонаж Графоман, чоловічий світ, з його пристрасним бажанням досягти ідеалу, стикається з жіночим світом і виявляється поглинутим, погубленим. Герой першої новели в спробі досягти ідеального у відносинах між чоловіком і жінкою нищить свою улюблену шизофренічними ревнощами; герой другої новели, художник, виявляється невдахою з тієї причини, що зрадив своєму призначенню заради того, щоб бути в очах коханої успішним. Герой третьої новели готується перевернути підвалини світу, але проста логіка його коханої і її поглинає його волю любові, приводить його світогляд до життєвої норми. Всі персонажі у фільмі наскрізні, час у ньому тече нелінійно, тому сюжет, як мозаїка, складається до фінальній сцені фільму.

## У ролях
- Сергій Калантай — Андрій, головна роль
- Валентина Пугачова — Маріанна
- Людмила Барбір — Поліна
- Євген Капорін — Вова
- Євгенія Гладій — Ганна
- Олена Турбал — блондинка
- Ігор Гнєзділов — графоман
- Віталій Іванченко — епізод
- Андрій Дебрін — психоаналітик

## Нагороди, Номінації, Фестивалі
Фільм брав участь у міжнародних кінофестивалях:
- «Євразія» (м. Алма-Ата, Казахстан),
- «Вікно в Європу» (м. Виборг, Росія),
- «Фестиваль Фестивалів» (м. Санкт-Петербург, Росія),
- «Кіношок» (г . Анапа, Росія) та інших.

Нагороди:
- Диплом телеканалу «Кіно ТВ» (м. Санкт-Петербург) «Кіносімпатія КіноТВ»;
- Приз «За найкращу жіночу роль» Валентині Пугачової на МКФ «Бригантина» (м. Запоріжжя та м. Приморськ, Україна).